# Nectopsyche muelleri
Nectopsyche muelleri är en nattsländeart som först beskrevs av Georg Ulmer 1905.  Nectopsyche muelleri ingår i släktet Nectopsyche och familjen långhornssländor. Inga underarter finns listade i Catalogue of Life.